# Apophua
Apophua is een geslacht van insecten uit de orde vliesvleugeligen (Hymenoptera) en de familie Ichneumonidae.

## Soorten
- A. aquilonia (Momoi, 1963)
- A. badia Chiu, 1965
- A. bipunctoria (Thunberg, 1822)
- A. bredoi (Benoit, 1953)
- A. carinata Morley, 1913
- A. cicatricosa (Ratzeburg, 1848)
- A. concinna Morley, 1914
- A. cornea (Seyrig, 1932)
- A. evanescens (Ratzeburg, 1848)
- A. flavocingulata (Tosquinet, 1903)
- A. formosana Cushman, 1933
- A. genalis (Moller, 1883)
- A. hispida (Benoit, 1953)
- A. honmai Momoi, 1978
- A. iridipennis (Smith, 1860)
- A. karenkona Sonan, 1936
- A. kikuchii (Uchida, 1932)
- A. leucotretae (Wilkinson, 1931)
- A. maetai Momoi, 1978
- A. micacea (Seyrig, 1932)
- A. micaceamima (Benoit, 1959)
- A. parasitica (Benoit, 1953)
- A. sanguinea (Seyrig, 1932)
- A. schoutedeni (Benoit, 1953)
- A. semicarinata (Benoit, 1953)
- A. simplicipes (Cresson, 1870)
- A. stena (Momoi, 1963)
- A. subfusca (Tosquinet, 1903)
- A. sugaharai Momoi, 1978
- A. suturalis (Morley, 1914)
- A. suzannae (Benoit, 1953)
- A. temporalis (Benoit, 1953)
- A. testacea (Seyrig, 1932)
- A. tobensis (Uchida, 1928)